# Maçã
A maçã é o pseudofruto pomáceo da macieira (Malus domestica), árvore da família Rosaceae. É um dos pseudofrutos de árvore mais cultivados, e o mais conhecido dos muitos membros do género Malus que são usados pelos seres humanos. As maçãs crescem em pequenas árvores, de folha caducifólia que florescem na Primavera e produzem fruto no Outono. A árvore é originária da Ásia Ocidental, onde o seu ancestral selvagem, Malus sieversii, ainda é encontrado atualmente. As maçãs têm sido cultivadas há milhares de anos na Ásia e Europa, tendo sido introduzidas na América do Norte pelos colonizadores europeus. As maçãs têm estado presentes na mitologia e religiões de muitas culturas, incluindo as tradições nórdica, grega e cristã. Em 2010, o genoma da fruta foi descodificado, levando a uma nova compreensão no controle de doenças e na reprodução seletiva durante a produção da maçã.
Existem mais de 7 500 plantações conhecidas de maçãs, resultando numa gama de características desejadas.

## Etimologia
"Maçã" originou-se do termo do latim mala matiana, que significa "maçãs de Mácio".

## História

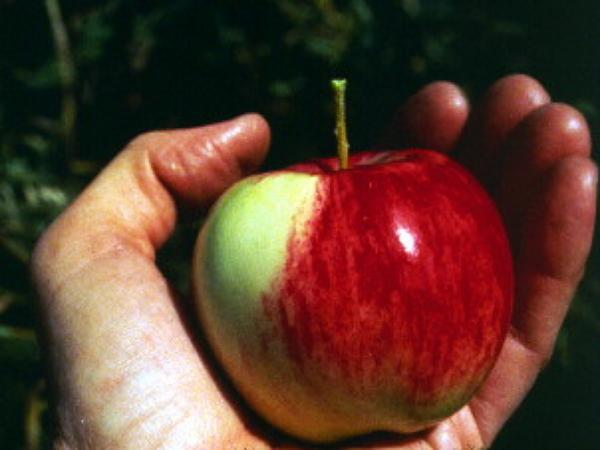
Maçã silvestre Malus sieversii no Cazaquistão

O centro de origem do gênero  Malus  é na Ásia Central. A macieira é talvez a mais antiga árvore que tenha sido cultivada, e seus frutos foram melhorados ao longo de milhares de anos. Relata-se que Alexandre, o Grande encontrou maçãs anãs no Cazaquistão em 328 a.C.; aquelas que ele trouxe de volta para a Macedônia podem ter sido as geradoras das plantações de maças anãs. As maçãs do inverno, colhidas no final do outono e armazenadas em temperatura pouco acima do congelamento, foram um alimento importante na Ásia e na Europa durante milênios.
As maçãs foram introduzidas na América do Norte pelos colonos no século XVII, e o primeiro pomar de macieira no norte do continente americano foi plantada em Boston pelo Reverendo William Blaxton em 1625. As únicas maçãs nativas da América do Norte são as maçãs silvestres, que já foram chamadas de "maçãs comuns". Variedades de maçãs trazidas da Europa como semente foram espalhadas ao longo das rotas comerciais dos nativos americanos, bem como foram cultivadas em fazendas coloniais. Em 1845, um catálogo de viveiro de maçãs nos Estados Unidos vendia 350 das "melhores" variedades, mostrando a proliferação de novas variedades norte-americanas no início do século XIX. No século XX, iniciaram os projetos de rega na parte leste do estado de Washington, permitindo o desenvolvimento de uma indústria de frutas multibilionária, onde a maçã é o produto líder.
Até o século XX, os agricultores armazenavam maçãs em depósitos total ou parcialmente subterrâneos durante o inverno para seu próprio uso ou para venda. As melhorias no transporte de maçãs frescas por trem e estradas dispensou a necessidade de armazenamento. No século XXI, o armazenamento de longo prazo novamente tornou-se popular, quando instalações com "atmosfera controlada" passaram a ser usadas para manter maçãs frescas durante todo o ano. Tais instalações usam alta humidade, baixo teor oxigênio e níveis de dióxido de carbono controlados para manter o frescor da fruta.

## Informações nutricionais
O consumo regular de maçã é excelente para manter a taxa de colesterol em níveis aceitáveis, com a ingestão recomendada de uma unidade por dia. Esse efeito é devido ao alto teor de pectina, encontrada na casca.
Também auxilia no processo de emagrecimento, pois a pectina dificulta a absorção das gorduras, da glicose e elimina o colesterol. O alto teor de potássio contido na polpa da maçã libera o sódio excedente, eliminando o excesso de água retida no corpo.[carece de fontes?]
Também apresenta propriedades medicinais, e produz efeitos benéficos sobre o coração, tanto pelo elevado teor de potássio, quanto pela presença de pectina, que evita a deposição de gorduras na parede arterial, prevenindo a arteriosclerose. Por tudo isto, melhora a circulação sanguínea, reduzindo, deste modo, o trabalho cardíaco e prolongando a vida útil do coração.
Pode ser usada como uma espécie de laxante, pois auxilia na eliminação das fezes. Actua da seguinte maneira: durante a digestão, absorve a água, e, durante a eliminação, liberta esta água que ficou armazenada, não deixando que as fezes sequem e causem problemas posteriores, como a prisão de ventre.[carece de fontes?]
A maçã contém as seguintes vitaminas: B1, B2 e Niacina, além de sais minerais, como fósforo e ferro.
A maçã é consumida, em sua maioria, na forma de fruta, ou de suco de maçã. Fermentada, é utilizada na elaboração de bebidas alcoólicas como a sidra asturiana, o Calvados francês e a sagardua basca. Também há o vinagre de maçã e a geleia de maçã. É muito utilizada na confecção de tortas.
É rica em quercetina, substância que ajuda a evitar a formação de coágulos sanguíneos capazes de provocar derrames. A maçã é recomendada para pessoas com problemas de intestino, obesidade, reumatismo, gota, diabetes, enfermidades da pele e do sistema nervoso. A sua casca seca é empregada como chá para purificar o sangue e como diurético.
Para melhor aproveitamento das suas vitaminas, o ideal é consumi-la ao natural com casca, pois é junto dela que estão a maior parte das suas vitaminas e os sais minerais.
Na hora de comprar, escolha as de casca de cor acentuada e brilhante, polpa firme, pesadas, sem partes moles, furos ou rachaduras. Nessas condições ela se conserva até um mês no frigorífico.
Estima-se que uma típica maçã de 240g contém cerca de 100 milhões de bactérias. A maioria das bactérias está nas sementes, com a carne representando a maior parte do restante. Estudos sugerem que o microbioma e os perfis antioxidantes de produtos frescos podem se tornar informações nutricionais padrão, exibidos ao lado de macronutrientes, vitaminas e minerais para orientar os consumidores.

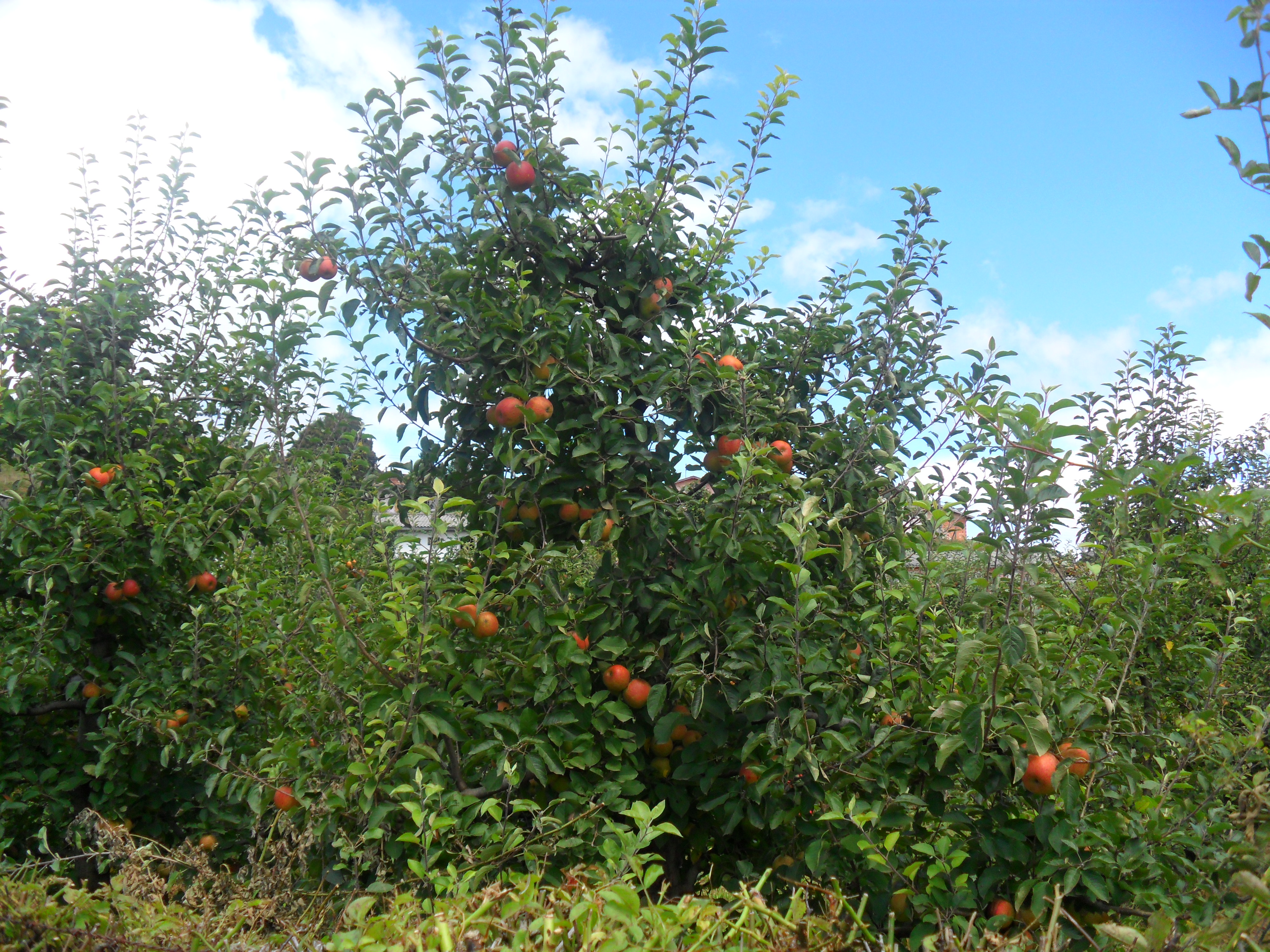
Plantações de macieiras em Bom Jardim da Serra, Santa Catarina, Brasil
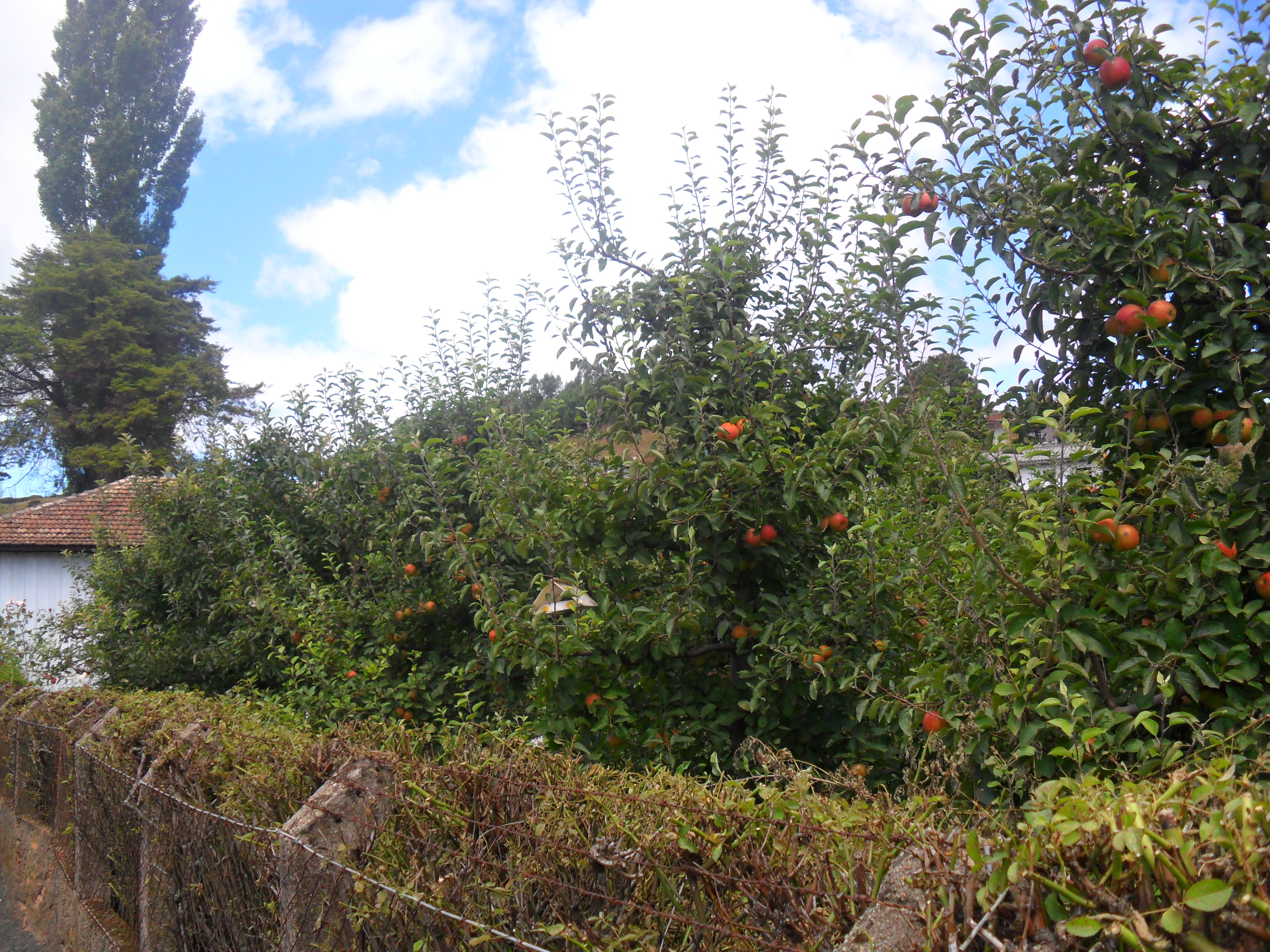
Macieiras no Planalto sul do Brasil
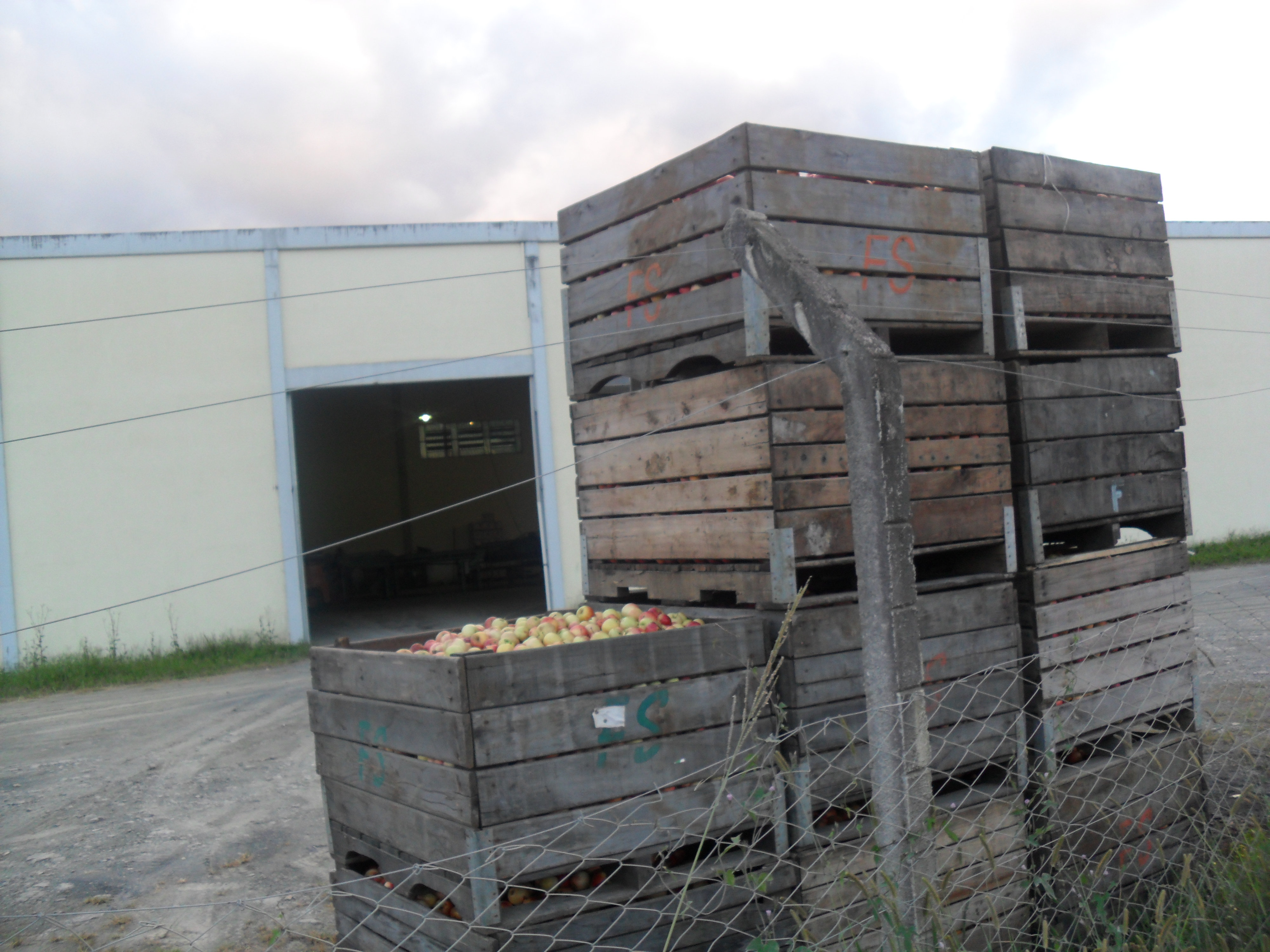
Maçãs em um cesto numa cooperativa agrícola em Urubici, Santa Catarina

## Comércio

Variedades de maçãs

Em torno de 89 milhões de toneladas de maçãs foram cultivadas no mundo em 2016, com valor aproximado de 45 dólares em valor bruto de produção. Em 2019 foi a terceira fruta mais produzida em nível mundial. A China lidera a produção com aproximadamente 50% de toda a produção mundial de maçãs. Em segundo lugar no ranking estão os Estados Unidos com cerca de 5,2% da produção mundial. Na Europa, a produção de maçãs é importante pela quantidade e pela diversidade, que leva à existência de várias IGP de maçã nos vários países europeus. 
Nos Estados Unidos, mais de 60% de todas as maçãs vendidas comercialmente são cultivadas no estado de Washington. As maçãs importadas da Nova Zelândia e outras áreas mais temperadas estão competindo com a produção dos Estados Unidos e aumentando a cada ano.
A maior parte da produção da Austrália é para o consumo interno. As importações provenientes da Nova Zelândia não são aceitas, por causa de uma lei que entrou em vigor em 1921.
Em 2016, os maiores exportadores de maçãs frescas foram China (U$ 1.35 bilhões), Estados Unidos (U$ 921 milhões), Itália (U$ 896 milhões), Chile (U$ 751 milhões) e França (U$ 586 milhões). Os maiores importadores foram Alemanha (U$ 472 milhões), Reino Unido (U$ 414 milhões), Rússia (U$ 338 milhões), outros países da Ásia (U$ 282 milhões) e Estados Unidos (U$ 273 milhões).
| Produção em toneladas Ano 2018 Fonte: FAOSTAT (FAO) |                |                |             |                    |                        |
| Ranking                                             | País           | Produção (ton) | Porcentagem | Área Plantada (ha) | Produtividade (ton/ha) |
| 1º                                                  | China          | 39 233 400     | 45,54%      | 2 071 480          | 18,9                   |
| 2º                                                  | Estados Unidos | 4 652 500      | 5,40%       | 117 844            | 39,5                   |
| 3º                                                  | Polónia        | 3 999 523      | 4,64%       | 161 790            | 24,7                   |
| 4º                                                  | Turquia        | 3 625 960      | 4,21%       | 174 690            | 20,8                   |
| 5º                                                  | Irão           | 2 519 249      | 2,92%       | 140 287            | 18,0                   |
| 6º                                                  | Itália         | 2 414 921      | 2,80%       | 55 063             | 43,9                   |
| 7º                                                  | Índia          | 2 327 000      | 2,70%       | 301 000            | 7,7                    |
| 8º                                                  | Rússia         | 1 859 400      | 2,16%       | 207 283            | 9,0                    |
| 9º                                                  | França         | 1 737 412      | 2,02%       | 50 663             | 34,3                   |
| 10º                                                 | Chile          | 1 727 277      | 2,01%       | 34 427             | 50,2                   |
| 11º                                                 | Ucrânia        | 1 462 360      | 1,70%       | 91 800             | 15,9                   |
| 12º                                                 | Alemanha       | 1 198 517      | 1,39%       | 33 978             | 35,3                   |
| 13º                                                 | Brasil         | 1 195 007      | 1,39%       | 33 029             | 36,2                   |
| 14º                                                 | Uzbequistão    | 1 130 335      | 1,31%       | 98 117             | 11,5                   |
| 15º                                                 | África do Sul  | 829 636        | 0,96%       | 20 963             | 39,6                   |
|                                                     | Total Mundial  | 86 142 200     | 100%        | 4 904 304          | 17,6                   |

## Produção no Brasil
Em 2018 o Brasil produziu 1,1 milhão de toneladas de maçã, sendo o 13º maior produtor do mundo. A produção é concentrada nos 3 estados da Região Sul: o Rio Grande do Sul produziu 603 mil toneladas, Santa Catarina 586 mil toneladas e o Paraná 26 mil toneladas. As maiores regiões produtoras, no Brasil, são: o entorno de São Joaquim, em Santa Catarina, e a região dos Campos de Cima da Serra, no entorno de Vacaria, no Rio Grande do Sul, as áreas mais frias do país. Entre as décadas de 1990 a 2020, a produção do Brasil teve aumento de mais de 6.000%. Em 2020, 15% da colheita do país era exportada - o país passou de importador da fruta a exportador. Os principais destinos da maçã brasileira em 2019 foram Rússia (31%), Bangladesh (29%) e Índia (11%).

## Espécies cultivadas

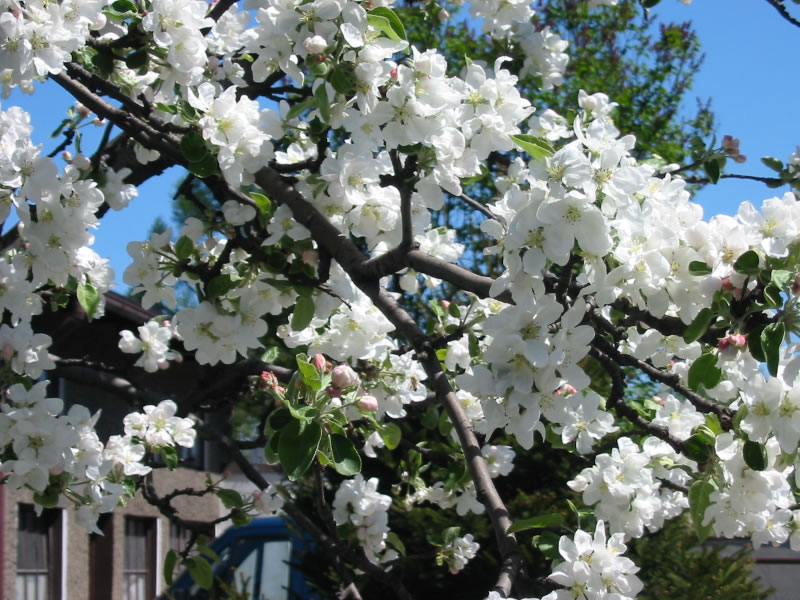
Macieira florida

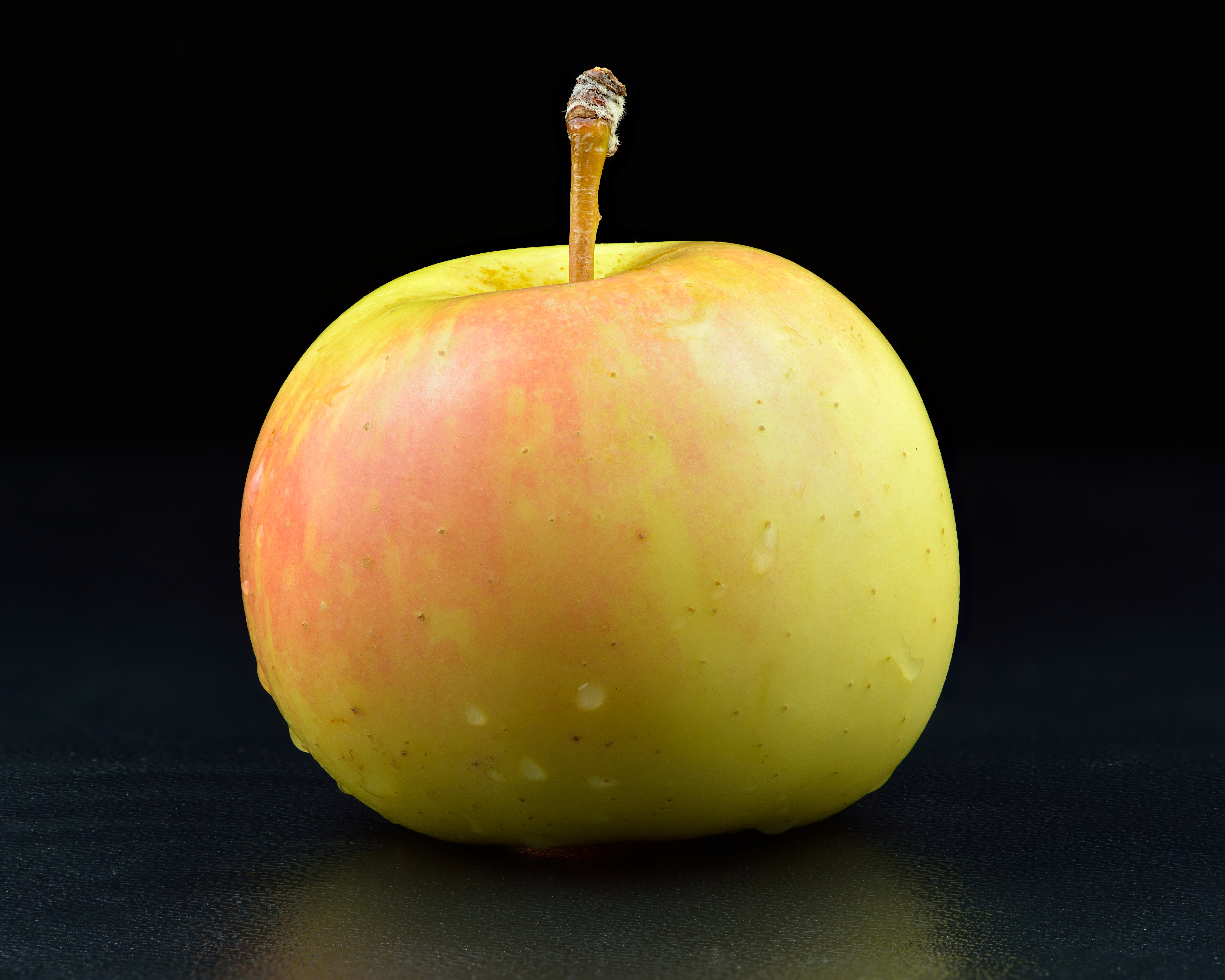
Cultivar de maçã estoniana 'Tellissaare', desenvolvido na década de 1920

Há mais de 7 500 espécies e variedades de maçãs. As diferentes espécies encontram-se em climas temperados e subtropicais, já que macieiras não florescem em áreas tropicais, pois necessitam de um número considerável de horas de frio, que é variável em função da variedade cultivada. As variedades da família da Gala, por exemplo, necessitam de um inverno com cerca de 700 horas de frio (temperatura abaixo de 7,2 °C) para terem o rendimento ideal na colheita.
A seguir, há uma lista das espécies cultivares mais comuns e onde são cultivadas, juntamente com o ano e local de origem:
- Blackjohn: Brasil
- Braeburn: Nova Zelândia (desde 1950), Estados Unidos
- Cameo: Washington (desde 1980)
- Cortland: Nova Iorque (desde o final de 1890)
- Cox's Orange Pippin: Reino Unido, Nova Zelândia
- Egremont Russet: Bretanha
- Empire: Nova Iorque (desde 1966)
- Fuji: Japão (desde 1930), Ásia, Austrália, Brasil, Argentina
- Gala: Nova Zelândia (desde 1970), Estados Unidos, Brasil, Argentina
- Ginger Gold: Virgínia (final de 1960)
- Golden Delicious: Estados Unidos (desde 1890), Europa, Brasil, Argentina
- Granny Smith: Austrália (desde 1868), Califórnia, Brasil
- Honeycrisp: Minnesota (desde 1960)
- Idared: Idaho (desde 1942)
- Jonagold: Nova Iorque (desde 1968), e em outras partes dos Estados Unidos
- Jonathan: Nova Iorque (desde 1920), e em outras partes dos Estados Unidos
- Lodi: Ohio
- McIntosh: Canadá (desde 1811)
- Newtown Pippin: Nova Iorque (desde 1759), Oregon
- Old Apple: Ontário
- Pink Lady: Austrália (desde princípios de 1970), Leste dos Estados Unidos, Brasil
- Red Delicious: Iowa (desde 1870), e em outras partes dos Estados Unidos, Argentina, Chile
- Rome Beauty: Ohio (desde princípios de 1800)
- Willie Sharp: Brasil
- Winesap: Estados Unidos
- Worcester Permain: Reino Unido

Entre as variedades mais consumidas em Portugal, destacam-se:[carece de fontes?]
| - Gala - John Golden Red - Spur |  | - Verde doncella - Reineta - Golden delicious |  | - Starkrimson - Starking - Fuji |

Em Portugal, apenas a maçã-bravo-de-esmolfe tem, desde 1994, denominação de origem protegida (DOP) definida na legislação da União Europeia (UE). Já no que diz respeito à Indicação Geográfica Protegida (IGP) são quatro as variedades reconhecidas: Maçã de Alcobaça, Maçã da Beira Alta, Maçã da Cova da Beira e Maçã de Portalegre.

## Aspectos culturais

### Paganismo germânico

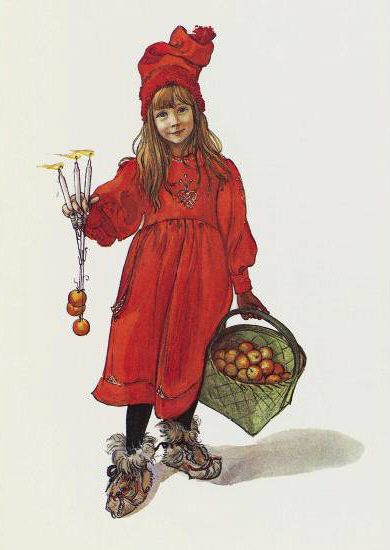
"Brita como Iduna" (1901) por Carl Larsson

Na mitologia nórdica, a deusa Iduna é retratada no Prosa Edda (escrito no século XIII por Snorri Sturluson) como a fornecedora de maçãs para deuses que lhes dão a juventude eterna. A acadêmica inglesa Hilda Ellis Davidson diz que práticas religiosas com maças eram desenvolvidas na mitologia nórdica. Ela ressalta que baldes de maçãs foram encontrados no navio Oseberg na Noruega, e que as frutas e nozes (Iduna tendo sido descrito como sendo transformada em uma porca em Skáldskaparmál) foram encontrados nos túmulos dos primeiros povos germânicos na Inglaterra e outras partes da Europa, que pode ter tido um significado simbólico, e que as nozes são ainda um simboliza fertilidade, no sudoeste da Inglaterra.
Davidson observou uma ligação entre maçãs e os Vanir, uma tribo de deuses associados com a fertilidade na mitologia nórdica, citando um exemplo de onze "maçãs douradas" a ser dada para cortejar a bela Gerðr por Skirnir, que era mensageiro dos principais deuses. Davidson também observa uma conexão ainda mais entre a fertilidade e as maçãs na mitologia nórdica no capítulo 2 da saga Völsunga quando a deusa principal Frigg envia ao Rei Rerir uma maçã, o mensageiro de Frigg (sob a forma de um corvo) deixa cair maçã em seu colo enquanto ele fica no topo de um monte.
Além disso, Davidson assinala a "estranha" expressão "Maçãs de Hel" usada em um poema do século XI pelo escaldo Thorbiorn Brúnarson. Ela afirma que escaldo poderia ter pensado que maçã era o alimento dos mortos. Além disso, Davidson observa que a deusa germânica Nealênia às vezes é representada com maçãs. Davidson afirma que, enquanto o cultivo da maçã no norte da Europa se estende até pelo menos no tempo do Império Romano e chegou à Europa a partir do Oriente, as variedades nativas da maçã são pequenas e amargos. Davidson conclui que na figura de Iduna "devemos ter um pálido reflexo de um velho símbolo: o da deusa guardiã do fruto doador da vida do outro mundo".

### Mitologia grega
Na mitologia grega, as maçãs aparecem em muitas tradições religiosas, muitas vezes como um místico ou um fruto proibido. Um dos problemas para identificar as maçãs na religião, mitologia e lendas populares é que a palavra "maçã" era usado como um termo genérico para todos os frutos (estrangeiros). Por exemplo, na mitologia grega, o herói grego Héracles, como parte de seus doze trabalhos, foi obrigado a viajar para o Jardim das Hespérides e pegar as maçãs de ouro da Árvore da Vida.
A deusa grega da discórdia Eris, ficou insatisfeita depois que ela foi excluída do casamento de Peleu e Tétis. Em retaliação, ela jogou uma maçã de ouro na festa de casamento.
A maçã foi considerada, na Grécia antiga, o símbolo do amor.

### O fruto proibido noJardim do Éden
Embora não há uma especificação sobre o fruto proibido no livro de Génesis, a tradição popular cristã considerou que foi uma maçã que Eva persuadiu Adão a compartilhar com ela. Em latim, a palavra "maçã" e "mal" são semelhantes (malum, "uma maçã", malum, "um mal, uma desgraça"). Isso também pode ter influenciado a maçã ter se tornando o "fruto proibido". A laringe na garganta humana tem sido chamada de "maçã de Adão". A maçã também é um símbolo de sedução sexual.

### O fruto de Isaac Newton
Não se pode afirmar com certeza que a história de que Newton estava sentado embaixo de uma macieira e uma maçã caiu em sua cabeça seja verdadeira, mas o suposto ocorrido hipoteticamente fez com que o cientista ficasse ciente da existência da força da gravidade.

### A maçã e Apple
A marca de eletrônicos Apple adotou a maçã como marca registrada. A dentada na maçã foi introduzida no design para que não fosse confundida com uma cereja. O nome Macintosh, um dos produtos da empresa, é inspirado no tipo de maçã McIntosh Red, variedade comum nos Estados Unidos.

## Nutrição
O ditado Uma maçã por dia mantém o médico longe, mostra os efeitos da maçã na saúde, a citação foi criada no século XIX no País de Gales. Uma pesquisa revelou que as maçãs podem reduzir o risco de câncer de cólon, câncer de próstata e câncer de pulmão. Em comparação com muitas outras frutas e vegetais, a maçã contêm quantidades relativamente baixas de vitamina C, mas são uma fonte rica de outros antioxidantes compostos. O teor de fibra, embora menos que na maioria dos outros frutos, ajuda a regular os movimentos intestinais e pode assim, reduzir o risco de câncer de cólon. Eles também podem ajudar com doenças cardíacas, a perda de peso, e ajudam a controlar o colesterol. A fibra contida nas maçãs reduz o colesterol, evitando a reabsorção, e (como a maioria das frutas e vegetais) são volumosos para o seu conteúdo calórico. No entanto, as sementes da maçã são levemente venenosas, contendo uma pequena quantidade de amigdalina. Ela geralmente não é forte o suficiente para oferecer perigo aos seres humanos, mas pode matar os pássaros.
Há evidências de experimentos em que foi supostamente confirmado que as maçãs possuem fenólicos compostos que podem ser uma proteção contra o câncer. O fenólicos predominante nas maçãs são a quercetina, epicatequina e procianidina B2.
Além dos já citados benefícios, você irá encontrar outros nutrientes importantes e vitaminas da maçã, que sem dúvidas vão contribuir com a sua saúde, promovendo cada vez mais o seu bem estar e confirmar a frase citada acima Uma maçã por dia mantém o médico longe.
O tecido fibroso contido na fruta é altamente rico em micromoléculas adenina e guanina, responsáveis pela síntese e, consequentemente, reabsorção de material linfático, o que acarreta em uma melhoria no condicionamento e integridade do fluxo sanguíneo e respiratório. O suco de maçã tem um concentrado teor de neurotransmissor acetilcolina em camundongos, fornecendo um mecanismo potencial para a "prevenção do declínio da performance cognitiva que acompanha a deficiências alimentares e genéticas e combate o envelhecimento." Outros estudos têm mostrado uma "redução do dano oxidativo e declínio cognitivo" em ratos após a ingestão do suco de maçã. Pesquisadores da Universidade de Hong Kong descobriram que moscas que foram alimentados com um extrato de maçã viveram 10% mais em relação às outras moscas.